# Dar Chaoui
Dar Chaoui (en arabe : دار شاوي) est une ville du Maroc. Elle est située dans la région de Tanger-Tétouan-Al Hoceïma.

### Sources
- (en) Dar Chaoui sur le site de Falling Rain Genomics, Inc.